# Malčice (Všelibice)
Malčice je malá vesnice, část obce Všelibice v okrese Liberec. Nachází se asi dva kilometry jižně od Všelibic. Malčice leží v katastrálním území Malčice u Všelibic o rozloze 1,04 km².

## Historie
První písemná zmínka o vesnici pochází z roku 1549. V letech 1850–1950 k vesnici patřila Benešovice.